# Drenges
Drenges is een bestuurslaag in het regentschap Nganjuk van de provincie Oost-Java, Indonesië. Drenges telt 6837 inwoners (volkstelling 2010).